# 吸収型生理ショーツ
吸収型生理ショーツ（きゅうしゅうがたせいりショーツ）とは、ショーツ本体が吸水するサニタリーショーツ。医薬品医療機器法においては、特定の品質基準が設定されていない「雑品」に分類されている。

## 法令上の問題
医薬品医療機器法において、生理用品は「白色」であり「においがほとんどなく、異物を含まない」と定められているため、吸水型生理ショーツは生理用品として販売することができず、特定の品質基準が設定されていない「雑品」に分類されている。

## 特徴
吸収性能は、タンポン1個分と同じ量か、タンポン2～5個分とされている。ナプキンやタンポンよりも長時間使用でき、12時間ごとに交換することを推奨しているブランドもある。ナプキンによる蒸れ、かぶれ、かゆみから解放される。タンポンのように、トキシックショック症候群（TSS）を引き起こす原因になりにくい。紙ナプキンやタンポンなどから発生するダイオキシンや他の有毒物質を体に取り入れる危険性がほぼない。長期にわたって使用できるので資源の無駄を防ぐことができ、紙の大量使用による自然環境破壊を引き起こさない。通常の下着と比較して高価だが、定期的にナプキンを購入するより安い。布ナプキンと違って、洗浄に時間がかからない。

## 取り扱いメーカー
- THINX[3]
- Nagi[5]
- Period.
- ガールズリープ[3]
- ファーストリテイリング（ユニクロ・GU）[6]
- 3COINS

## 参考項目
- フェムテック
- 生理用品